# Cantó de L'Escarena
El cantó de L'Escarena és un cantó francès del departament dels Alps Marítims, situat al districte de Niça. Té sis municipis i el cap és L'Escarena.

## Municipis
- Blausasc
- L'Escarena
- Luceram
- Pelha
- Pelhon
- Toet de l'Escarena

## Història
| Data d'elecció                           | Identitat             | Partit        | Qualitat |
| ---------------------------------------- | --------------------- | ------------- | -------- |
| 1961-1973                                | Louis Roux            | Divers droite |          |
| 1973-1998                                | Jacqueline Corniglion | PCF           |          |
| 1998-                                    | Noël Albin            | PCF           |          |
| les dades anteriors no són pas conegudes |                       |               |          |
|                                          |                       |               |          |

| 1962 | 1968 | 1975 | 1982 | 1990 | 1999  | 2007  |
| ---- | ---- | ---- | ---- | ---- | ----- | ----- |
| -    | -    | -    | -    | -    | 7.931 | 8.837 |